# Izala (Bewegung)
Izala (abgeleitet von arabisch إزالة البدعة, DMG izālat al-bidʿa ‚Beseitigung der Bidʿa‘) ist eine islamische Reformbewegung mit anti-sufischer und egalitaristischer Ausrichtung in Westafrika, die Daʿwa betreibt und von ihr als unislamisch betrachtete religiöse Neuerungen bekämpft. Die Anhänger dieser Bewegung, deren Schwerpunkte in Nigeria und Niger liegen, werden auf Hausa als Yan Izala („Izala-Leute“) bezeichnet. Ausgangspunkt für die Entstehung der Bewegung war die Gründung der Organisation Jama'atu Izalatil Bid'ah Wa Ikamatis Sunnah (arabisch Ǧamāʿat Izālat al-bidʿa wa-iqāmat as-sunna; „Gesellschaft zur Beseitigung der Bidʿa und Aufrichtung der Sunna“, abgekürzt auch JIBWIS) in der nigerianischen Stadt Jos durch Ismaila Idris im Februar 1978. Die Bewegung hat heute auch Anhänger in Kamerun, Tschad und Benin.
Bis in die frühen 1990er Jahren waren die Yan Izala häufig in gewaltsame Konflikte mit den sufischen Bruderschaften der Qādirīya und Tidschānīya verwickelt. Danach sind die Spannungen zwischen Yan Izala und den sufischen Bruderschaften zurückgegangen, was auch darauf zurückzuführen war, dass sich die Izala-Bewegung in verschiedene miteinander rivalisierende Untergruppen aufspaltete. In Nigeria war die Bewegung zwanzig Jahre lang in die Jos- und in die Kaduna-Fraktion gespalten, 2011 hat jedoch eine Wiedervereinigung stattgefunden. Die Yan Izala betonen seit den 1990er Jahren ihre Nähe zur Salafīya und sehen sich als die treibende Kraft hinter der 1999 bis 2001 erfolgten Einführung der Scharia in Nigeria. Sowohl in Nigeria als auch in Niger unterhalten die Yan Izala ein umfangreiches Netz von Moscheen und islamischen Schulen. Die Schulen, in denen auch westliche Bildung vermittelt wird, stehen auch Frauen und Mädchen offen.

## Ideologische und religiöse Ausrichtung

### Grundthesen
Nach Roman Loimeier lassen sich die Grundthesen der Yan Izala in folgenden Punkten zusammenfassen:
- Es gibt keine Heiligen im Islam, alle Gläubigen sind gleich heilig.
- Der Glaube an die besondere Rolle des Propheten und seiner Familie ist unislamisch, alle Muslime sind gleich.
- Die Praxis der Fürbitte (tawassul) ist unislamisch, an den Gräbern der Verstorbenen darf nur für die Toten selbst gebetet werden.
- Die Pilgerfahrt nach Mekka ist wichtiger als die Ziyāra, also der Besuch von Heiligengräbern.
- Niemand außer dem Propheten kann Wunder vollbringen.
- Niemand außer Gott kennt das Verborgene, auch nicht die Sufis.
- Die Dschinn existieren, können aber nicht gesehen werden.
- Gott kann weder im Traum, noch im Trancezustand, noch im Wachzustand gesehen werden.
- Die Rezitation von Lobliedern auf den Propheten ist unislamisch.
- Der Sufismus ist unislamisch, weil die Verehrung der Sufi-Scheiche zu Schirk führen kann.
- Die Imame der Freitagsmoscheen sollen die Gläubigen nach dem regulären Gebet nicht zu zusätzlichen Gebeten auffordern, weil diese eine Bidʿa sind.[5]

### Der Anti-Sufismus der Yan Izala
Kennzeichnend für die Yan Izala ist ihr Anti-Sufismus. So brandmarken sie die Unterwerfung von Gläubigen unter die Autorität von Sufi-Scheichen und die Verpflichtung der Zahlung von Sadaqa an eben diesen Personenkreis als unzulässige Neuerungen. Auch kritisieren sie die Praxis der sufischen Scheiche, von ihren Anhängern das sogenannte Kudin Laraba („Mitwochsgeld“) einzufordern. Ein weiterer Kritikpunkt ist der von Sufis ausgeübte kollektive Dhikr.
Die Yan Izala bekämpfen insbesondere die Riten der beiden Bruderschaften Qādirīya und Tidschānīya. So lehnen sie die sogenannte ṣalāt al-fātiḥ („Gebet des Öffnenden“), die die Hauptgebetsformel der Tidschānīya bildet, scharf ab. In der Anfangszeit erklärten sie auch jeden, der diese Formel rezitiert, zum Ungläubigen. Hierbei argumentierten sie damit, dass diese Gebetsformel nicht auf Mohammed, sondern auf den ägyptischen Sufi Abū l-Hasan al-Bakrī (gest. 1545) zurückgehe, mithin eine spätere Hinzufügung sei. Solche spätere Hinzufügungen sehen sie aufgrund der koranischen Aussage in Sure 5:3, die besagt, dass Gott die Religion der Muslime „heute“ vollendet hat, als unzulässig an.
Die Yan Izala lehnen außerdem Gebetsketten ab und betrachten das Tragen von Schutzamuletten (layu) als Sünde.

### Ablehnung der Prophetenverehrung
Daneben wenden sich die Yan Izala auch gegen eine übermäßige Verehrung des Propheten Mohammed. So lehnen sie die Rezitation von speziellen Gebeten oder Gedichten für ihn (z. B. Dalāʾil al-ḫairāt, al-Burda) genauso ab wie die Feierlichkeiten zum Prophetengeburtstag. Ihre Ablehnung des Prophetengeburtstags begründen die Yan Izala damit, dass weder der Prophet selbst noch seine Anhänger ihn gefeiert haben. In der Anfangszeit vertraten die Yan Izala auch einen ausgeprägten Koranismus: Nach der Satzung von JIBWIS ist der Koran das einzige Fundament, auf das sich die Organisation stützt und beruft.

### Bekämpfung von Zeremonialausgaben
Darüber hinaus bekämpfen die Yan Izala hohe Aufwendungen für den Brautpreis, Namengebungszeremonien, die Feier islamischer Feste und Beerdigungsfeierlichkeiten. Auch wandten sich die Prediger der Organisation gegen die verbreitete Praxis des Talla, bei der junge Frauen hausieren gehen, um einen Teil der Kosten für die Hochzeit aufzubringen. Sie argumentierten, dass diese Praxis nur wenig Geld einbringe, die Frauen aber dem Risiko der Verführung aussetze. Im Gegenzug empfahlen die Yan Izala, bei der Hochzeit auf eine Mitgift zu verzichten. Die Izala-Bewegung propagiert eine ideale Gesellschaft ohne Alkohol, Glücksspiel und Prostitution.

## Die Bewegung in Nigeria

### Die Gründung von JIBWIS
Die Jama'atu Izalatil Bid'ah Wa Ikamatis Sunnah wurde am 8. Februar 1978 mit Unterstützung der Islamischen Weltliga in Jos, Plateau-State, gegründet. Sie gab sich eine Satzung und feste Organisationsstrukturen mit eingetragener Mitgliedschaft, Ämtern und einer Verwaltung. Damit grenzte sie sich von dem bestehenden Netzwerksystem der sufischen Tarīqas ab. Zu den Zielen von JIBWIS gehört nach ihrer Satzung, „allen guten Muslimen“ zu bestätigen, dass jeder, „der behauptet, dass er im Kontakt mit dem Propheten stünde, oder der sagt, daß der Prophet ihn, im Traum oder in einer anderen Art und Weise, nach seinem Tod besucht habe, ein Lügner ist.“

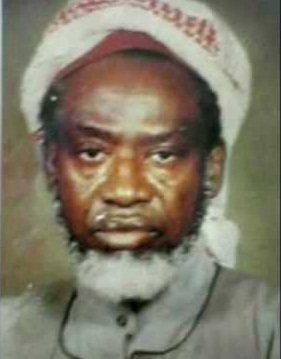
Abubakar Gumi

Zum offiziellen Führer der Organisation wurde Malam Ismaila Idris (1937–2000), der Sohn eines Religionsgelehrten aus Goskorom in Bauchi und Imam in der Nigerianischen Armee. Wegen seiner führenden Rolle bei der Gründung von Yan Izala wurde er wenige Monate später aus der Armee entlassen und zwei Mal verhaftet.
Im Hintergrund spielte Ismaila Idris’ früherer Mentor Abubakar Gumi (gest. 1992) eine führende Rolle. Gumi, der vorher Ober-Qādī von Nordnigeria gewesen war, entsandte anlässlich der Gründung ein Glückwunschtelegramm, in dem er vorschlug, den Namen der Organisation durch Iqāmat as-sunna zu ergänzen, was von der Delegiertenversammlung auch akzeptiert wurde. Außerdem sorgte er durch Intervention bei den Behörden dafür, dass Idris wieder freigelassen wurde. Für Gumi war die Gründung der Organisation Teil einer strategischen Neuausrichtung, nachdem er erkannt hatte, dass ihm eine Karriere im staatlichen Justizsystem verschlossen bleiben würde. Die neue Organisation diente ihm als Mittel, um Muslime mobilisieren zu können. Außerdem reagierte er mit der Gründung der Organisation auf die Bemühungen der Predigergruppe Fityān al-islām, die von Ahmadu Bello gegründete Jamaat Nasril Islam („Gesellschaft zur Unterstützung des Islams“; JNI), unter ihre Kontrolle zu bringen. Dies hatte seit den 1960er Jahren als übergreifendes Forum der Muslime in Nigeria fungiert. Bevor JIBWIS Organisation 1985 ihre staatliche Zulassung erhielt, operierte sie ebenfalls unter dem Dach von JNI.
Öffentlich trat die Organisation erstmals am 25. Mai 1978 bei einer Massenkundgebung im Jos Township Stadium auf. Die Organisation hatte in der ersten Zeit sehr großen Zulauf, was auch damit erklärt werden kann, dass politische Parteien verboten waren. Durch ein Netzwerk von Anhängern, das Abubakar Gumi in früheren Jahren aufgebaut hatte, verbreitete sie sich 1978 über ganz Nordnigeria. Bei organisierten Predigttouren wurden neue Ortsgruppen gegründet, wobei ihre Anführer meist frühere Schüler von Gumi waren. In einigen Regionen wie Kaduna und Plateau konnte Yan Izala auch auf die Unterstützung lokaler Gruppen der JNI zurückgreifen. Für die Entwicklung der Yan Izala zu einer Massenbewegung spielten Gumi und Idris als charismatische Figuren eine entscheidende Rolle.
Die Yan Izala wurden im Bereich der Daʿwa tätig und führten Predigtkampagnen durch, vor allem dann, wenn eine neue Lokal- oder Regionalgruppe der Organisation gegründet wurde. Zu solchen Anlässen wurden die bekanntesten und besten Prediger der Yan Izala engagiert. Ihre Predigten wurden dann auf Kassette aufgenommen und von der Organisation selbst vertrieben. Für die Verbreitung der Lehren der Izala-Bewegung wurden Kassetten allgemein zum wichtigsten Medium.

### Entwicklung der Organisationsstruktur

#### Die dreigliedrige Führungsstruktur
JIBWIS hat seit ihren Anfängen auf nationaler Ebene eine dreigliedrige Führungsstruktur. Die drei Organe sind der ʿUlamā'-Rat, der Exekutivrat und die Erste-Hilfe-Gruppe. Der ʿUlamā'-Rat setzte sich in seinen Anfängen aus dem Präsidenten Ismaila Idris, den beiden Vizepräsidenten, dem Generalsekretär und seinem Stellvertreter zusammen. Der Exekutivrat bestand aus den Vorsitzenden der einzelnen Arbeitsgruppen und den Ausschüssen der Organisation. Die Besetzung der Posten der Mitglieder des Exekutivrats hing nach Loimeier in der Anfangszeit allerdings von der Zustimmung Abubakar Gumis ab. Obwohl er offiziell kein Führungsamt bekleidete, war ohne oder gegen seinen Willen keine Politik innerhalb der Organisation möglich. Die Erste-Hilfe-Gruppen, von Loimeier Yan Agaji („die Leute der Hilfe“) genannt, sind Hilfsgruppen mit der Aufgabe, erste Hilfe zu leisten und bei Großveranstaltungen und beim Freitagsgebet für Ordnung zu sorgen.

#### Hauptquartier und Regionalverbände
Das provisorische Hauptquartier der Organisation befand sich bis 1988 im Hause von Ismaila Idris in Jos. Erst dann begann eine Kampagne der Organisation in Nordnigeria, um Mittel für Bau eine regulären Hauptquartiers in Jos zu sammeln. Die Führer der Bewegung bauten eine Organisationsstruktur mit drei Ebenen (lokal, regional, national) auf, wobei es auf jeder Ebene ʿUlamā'-Räte, Exekutivräte und Erste-Hilfe-Gruppen gibt.
In den 1980er Jahren gab es in 13 der 19 nigerianischen Bundesstaaten Regionalverbände. Den Regionalverbänden obliegt die Durchführung der Politik der Organisation auf der regionalen Ebene, die Verwaltung der Schulen der Organisation und die Durchführung des Frauenbildungsprogramms und regionaler Propaganda-Kampagnen. Die Führer der einzelnen Regionalverbände wurden in der Anfangszeit direkt von Abubakar Gumi eingesetzt.
JIBWIS hat ein eigenes Logo, das aus einer Palme über zwei gekreuzten Säbeln besteht. Ein ähnliches Emblem verwendet auch Saudi-Arabien in seinem Wappen.

#### Izala-Moscheen und -Schulen
Die Strategie der Yan Izala bestand darin, möglichst viele Moscheen unter ihre Kontrolle zu bringen. Bis Ende 1978 waren die wichtigsten Freitagsmoscheen von Kaduna in ihrer Hand. In Städten, in denen es der Organisation nicht gelang, die Kontrolle über die Freitagsmoscheen zu bekommen, wie in Kano, Zaria-Altstadt oder Bauchi, erbauten sie eigene Freitagsmoscheen, um getrennt von den Sufis beten zu können. Die Yan Izala betrachten die Sufis als Muschrikūn und halten es deswegen für unzulässig, hinter einem Sufi zu beten.
Außerdem setzten sich die Yan Izala für den Aufbau eines modernen islamischen Erziehungssystems ein. JIBWIS baute im Laufe der Zeit ein umfangreiches Netz von Schulen auf, das von der Vorschule bis zum Diplom-Niveau reicht. Diplome von Izala-Schulen werden auch von der Ahmadu Bello University anerkannt. Die Izala-Schulen, in denen westliche und islamische Bildung miteinander kombiniert werden, folgen dem Modell der Kaduna School of Arabic Studies, der ersten modernen Islamischen Schule in Nordnigeria. Sowohl Abubakar Gumi als auch Ismaila Idris waren Absolventen dieser Schule. Darüber hinaus unterhält JIBWIS ein Netz von 90 Sonntagsschulen mit religiösen Bildungsangeboten für Erwachsene. Die Izala-Mitglieder erhalten darüber hinaus eine Ausbildung in der Koranrezitation sowie der korrekten Aussprache des Arabischen. Seit 1986 organisiert JIBWIS regelmäßige Koranrezitationswettbewerbe für verschiedene Altersstufen nach saudischem Vorbild.
Ein wichtiger Aspekt der Izala-Schulen ist ihre Zugänglichkeit für Frauen. Viele Izala-Schulen werden heute sowohl von Mädchen als auch verheirateten Frauen besucht. Die Yan Izala setzten sich schon von Anfang an für Frauenbildung ein und beharren auf ihrer Notwendigkeit auch gegenüber traditionellen islamischen Gelehrten, die der Auffassung sind, dass Koedukation gegen die Prinzipien islamischer Erziehung verstößt. Hierbei argumentieren die Yan Izala damit, dass eine Vermischung der Geschlechter ein geringeres Übel sei als das Verbleiben der Frauen in Unkenntnis des Islams. In ihren Schulen klärten die Yan Izala die Frauen auch über die ihnen gemäß der Scharia zustehenenden Rechte auf. Dies führte dazu, dass in einigen Gebieten die Gerichte nach dem Auftreten der Izala-Bewegung mit Scheidungsverfahren überschwemmt wurden.

#### Aufspaltung und Wiedervereinigung
Anfang der 1990er Jahre entbrannte in der Izala-Bewegung ein Kampf zwischen zwei Fraktionen. Die eine wurde von Ismaila Idris und den Gelehrten von Jos angeführt, die andere von Musa Mai Gandu (gest. 2011), dem Vorsitzenden des Exekutivrats, der auch die Unterstützung anderer gegen Ismaila Idris eingestellter ʿUlamā' genoss, wie zum Beispiel von Rabiu Daura, dem Vorsitzenden des ʿUlamā'-Rates des Bundesstaates Kaduna. Ein externer Faktor für die zunehmenden Spannungen zwischen den beiden Fraktionen war der Zweite Golfkrieg (1990/91), bei dem Ismaila Idris die irakische Invasion Kuweits verurteilte, während andere Yan Izala diese Aktion Saddam Husseins guthießen und die Stationierung amerikanischer Truppen in Saudi-Arabien ablehnten. Musa Mai Gandu und seine Anhänger versuchten 1991, Ismaila Idris abzusetzen, mit der Begründung, dass er Gelder der Organisation unterschlagen habe. Ismaila Idris und seine Fraktion schlossen umgekehrt Musa Mai Gandu aus der Organisation aus. Dies führte zu einer Aufspaltung der Organisation in zwei Hauptgruppen mit Zentrum in Kaduna bzw. Jos. In den meisten nigerianischen Bundesstaaten blieben die Izala-Einrichtungen (Moscheen, Schulen, Krankenhäuser usw.) bis 2011 klar einer der beiden Fraktionen zugeordnet.
Die Kaduna-Fraktion erkannte den Führer der Jos-Fraktion nicht mehr an und betrachtete Musa Mai Gandu als Oberhaupt der Izala-Bewegung insgesamt. Weitere wichtige Scheiche waren Yusuf Sambo und Rabiu Daura, die sich nicht so sehr den Prinzipien von Ismaila Idris verpflichtet fühlen. 1995 gab sich die Kaduna-Fraktion eine neue Grundordnung, die in arabischer Sprache abgefasst und mit Niẓām ad-Daʿwa as-salafīya („Die Ordnung der salafitischen Daʿwa“) betitelt ist. Darin wird ausgesagt, dass die Izala-Bewegung ins Leben gerufen wurde, um die Muslime dazu einzuladen, auf den Weg der „frommen Altvorderen“ (as-salaf aṣ-ṣāliḥ) zurückzukehren. Die Gründung der Izala-Bewegung wird am Anfang des Dokuments als eine Leistung Abubakar Gumis beschrieben, während die Rolle Ismaila Idris’ ausgeblendet wird. Izala wird als eine apolitische sunnitische Organisation beschrieben, die sich auf keinen Madhhab stützt. Das einzelne Mitglied der Organisation wird in dem Dokument als Dāʿīya definiert. Ein dogmatischer Unterschied zur Jos-Fraktion bestand darin, dass die Kaduna-Fraktion nicht mehr den Takfīr gegen die Sufis übte und diese als Muslime anerkannte.
Die Jos-Fraktion wurde nach dem Tod von Ismaila Idris von Scheich Sani Yahya Jingir (geb. 1950), einem seiner früheren Schüler, angeführt, der sich sehr stark an der Tradition seines Lehrers orientierte. Jingir, der zehn Jahre Direktor der Schule für höhere islamische Bildung war, war Leiter des ʿUlamā'-Rates von Jos und auch sehr präsent in den Massenmedien. Gedruckte und mündliche aufgezeichnete Fatwas von ihm zirkulierten unter seinen Anhängern. Die Jos-Fraktion gab sich 2004 eine neue Verfassung. In diesem Dokument wurde klar Ismaila Idris als Begründer der Izala-Bewegung präsentiert und seine Bedeutung als Gruß-Mufti der Organisation betont. Die Mitglieder der Jos-Fraktion verschärften den ursprünglichen Exklusivismus der Izala-Bewegung weiter und wandten ihn auch gegen die Anhänger der Kaduna-Fraktion, denen sie Rebellion und Abfall vom Islam vorwarfen.
Schon 1991 gab es erste Versuche, die beiden Izala-Fraktionen wieder zusammenzubringen, wobei der Gouverneur der Zentralbank eine wichtige Rolle spielte. 2004 rief Ahmad Gumi, der Sohn Abubakar Gumis, die beiden Fraktionen auf, sich um eine Wiedervereinigung zu bemühen, und 2006 unternahm die „Gemeinschaft der Sunniten in West-Afrika“ (Ǧamāʿat Ahl as-Sunna fī Ġarb Ifrīqiyā) mit Sitz in Ghana einen erneuten Anlauf, um die beiden Fraktionen wieder ins Gespräch miteinander zu bringen. Alle diese Initiativen blieben jedoch erfolglos. Erst bei einem Gipfel in Abuja im Dezember 2011 vereinigten sich die beiden Izala-Fraktionen wieder. Seit dem 15. Dezember 2011 ist Abdullahi Bala Lau nationaler Vorsitzender der Izala-Organisation. Muhammad Sani Yahaya Jingir wurde gleichzeitig als Vorsitzender des ʿUlamā'-Rates durch Ibrahim Jalo Jalingo ersetzt, während Muhammad Kabiru Gombe zum Nationalen Generalsekretär ernannt wurde.

#### Finanzierung
Die Freitagsmoscheen, die die Yan Izala in der Anfangszeit errichteten, wurden meist von reichen Händlern und Unternehmern oder von saudischen und kuwaitischen Geldgebern finanziert. Verbindungsmann zu den saudischen und kuweitischen Geldgebern war Abubakar Gumi. Da er über die Finanzmittel der Yan Izala verfügte, war gegen seinen Willen auch keine Politik innerhalb der Organisation möglich. Heute stützt sich JIBWIS bei der Durchführung ihrer Projekte vor allem auf Spenden ihrer Mitglieder und Unterstützer. Der Verband von Jos hat im Jahre 2009 über 10 Millionen Naira (ca. 50.000 €) und 665 Sack Getreide durch ihren neugegründeten Zakāt-Board eingesammelt.

### Izala und die nigerianische Gesellschaft

#### Verbreitung und soziale Basis
Die Izala-Bewegung gewann insbesondere bei den modernen muslimischen Eliten des nigerianischen Nordens und den Neuzuwanderern der Ballungszentren viele Anhänger; innerhalb der eigentlichen Kerngebiete der Hausa-Fulbe-Gesellschaft ist sie dagegen eher schwach vertreten. Eine wichtige Kategorie von Izala-Anhängern besteht aus Handwerkern und Kleinhändlern. Die Kritik der Organisation an den Aufwendungen für den Brautpreis, Namengebungszeremonien und die Feier islamischer Feste wurde insbesondere von den ärmeren Schichten Nordnigerias begrüßt. Die Bewegung hat aber nur wenige Anhänger in ländlichen Gebieten. Der größte Teil ihrer Klientel kommt aus städtischen Gebieten.
Eine weitere wichtige Säule der Führung der Yan Izala waren Finanziers aus Handel, Bankenwesen und Gewerbe. Für viele von ihnen hatte Abubakar Gumi eine ähnliche Funktion, wie sie Ibrahim Niass für die mit der Tidschānīya affiliierten Händler hatte: Er sorgte für ihr spirituelles Wohl, indem er ihre sadaqa-Spenden in gemeinnützige Projekte der Yan Izala leitete.

#### Intellektuelle Angriffe auf die Bruderschaften
Die Yan Izala übten in den 1980er und 1990er Jahren insbesondere scharfe Kritik an den Bräuchen der Sufi-Bruderschaften. Das Ausgrenzen der Anhänger der Tarīqas aus der Gemeinschaft der Muslime war kurz nach Gründung von JIBWIS eines der Hauptthemen in den Predigten von Mitgliedern der Organisation.
Die Angriffe der Yan Izala richteten sich in der ersten Zeit vor allem gegen die Tidschānīya, die in den nördlichen Gebieten auf dem Land stärker vertreten war als die Qādirīya und in der es wegen umstrittener Lehren innere Spannungen gab. Die intellektuellen Attacken der Yan Izala auf die Tidschānīya bezogen sich neben der Gebetslitanei ṣalāt al-fātiḥ auch auf ihr Hauptwerk Ǧawāhir al-maʿānī, in dem die Aussprüche von Ahmad at-Tidschānī dargelegt sind und das dieser selbst auf eine Eingebung des Propheten zurückgeführt hatte. Eine Schlüsselrolle bei den Angriffen gegen die Tidschānīya spielte der Malam Dahiru Maigari, der eine führende Position in dieser Bruderschaft bekleidet hatte, dann aber unter dem Einfluss von Gumi aus ihr ausgetreten und ein Izala-Anhänger geworden war. In seinem Buch mit dem Titel at-Tuḥfa as-sanīya bi-tauḍīḥ aṭ-ṭarīqa at-Tiǧānīya („Das kostbare Geschenk zur Erläuterung der Tidschānīya“) griff Dahiru Maigari die Bruderschaft offen als eine Bidʿa an.
Im Februar 1987 attackierten die Yan Izala zum ersten Mal auch die Qādirīya, indem sie ein deren Gründer ʿAbd al-Qādir al-Dschīlānī zugeschriebenes Buch anprangerten, in dem behauptet wurde, dass dieser Gott „gesehen“ habe. Nach Auffassung der Yan Izala implizierte das, dass al-Dschīlānī gottgleiche Eigenschaften habe, was eine Verletzung des islamischen Tauhīd-Konzepts sei.

#### Eskalation der Gewalt
Durch ihre Versuche, die Kontrolle über Freitagsmoscheen zu erhalten, die in der Hand der Bruderschaften waren, trugen die Yan Izala schon zwischen 1978 und 1980 zu einer Eskalation der Gewalt in Nordnigeria bei. Zwischen Juni 1978 und Dezember 1980 ereigneten sich mindestens 34 Zusammenstöße zwischen Izala und den Bruderschaften. Bei den meisten von ihnen musste die Polizei einschreiten, und bei vielen kamen auch Menschen ums Leben.
Bis in die späten 1980er Jahre gingen die Yan Izala weiter häufig mit Gewalt gegen die Sufi-Bruderschaften vor. Es kam immer wieder zur Besetzung von Moscheen der Tarīqas, zur Störung ihrer Veranstaltungen und Durchführung von Massenkundgebungen mit dem Ziel der Einschüchterung. In Zaria City, Funtua und einigen Teilen von Kaduna und Jos bewaffneten sie sich mit Messern und versuchten mit Gewalt, die Tidschānīs von der Abhaltung ihrer Wazīfa-Rituale abzuhalten. Wegen des Konflikts zwischen den Sufi-Bruderschaften und den Yan Izala kam auch die Arbeit der Jamaat Nasril Islam (JNI) zum Stillstand.
Um die Gewalt einzudämmen, wurden auf lokaler Ebene Abkommen über die abwechselnde Nutzung von Moscheen zu verschiedenen Zeiten geschlossen. Schon kleinere Auseinandersetzungen konnten aber zu erneuten Gewaltausbrüchen führen. So kam es zum Beispiel während des Ramadan des Jahres 1988 im Zuru-Distrikt des Bundesstaates Sokoto zu heftigen Unruhen, weil an einem Tag sowohl die Yan Izala als auch die Sufi-Bruderschaften Anspruch auf die Nutzung der lokalen Freitagsmoschee erhoben.

#### Die Reaktion der Bruderschaften
Mit ihrer Kritik an den Bräuchen der Sufi-Bruderschaften lieferten die Yan Izala vielen muslimischen Gläubigen die religiöse Rechtfertigung, sich von ihren Sufi-Scheichen zu lösen. Die Aggression der Yan Izala führte dazu, dass sich viele Tidschānīs in Kaduna und Plateau von ihrer Bruderschaft abwandten oder ihren Aktivitäten fernblieben. Einige Tidschānīs traten auch der Yan Izala bei und wurden zu militanten Anhängern der Organisation. In einigen Gegenden kamen die Aktivitäten der Tidschānīya vollständig zum Erliegen, und die Moscheen wurden von den Yan Izala übernommen. Anders als die Tidschānīya reagierte die Qādirīya auf die Angriffe der Yan Izala mit Geschlossenheit: Man hielt an den Dhikr-Zeremonien und auch an den Feiern zum Geburtstag von ʿAbd al-Qādir al-Dschīlānī fest.
Um ihren Einfluss auf die Muslime nicht an die Yan Izala zu verlieren, verbündeten sich die sufischen Bruderschaften Qādirīya und Tidschānīya und starteten eine propagandistische Gegenoffensive. Zu einer ersten gemeinsamen Initiative kam es in Ilorin, wo 1978 die beiden Gelehrten ʿAli Abubakar Jabata von der Tidschānīya und Muhammad Ibrahim an-Nufawi von der Qādirīya im Auftrag des Emir’s Council die Schrift Rafʿ aš-šubuhāt ʿammā fī l-Qādirīya wa-t-Tiǧānīya min aš-šaṭaḥāt („Die Aufhebung der Zweifel über die mystischen Aussprüche der Qādirīya und Tidschānīya“) verfassten. Darin beschuldigten sie die Anhänger der Yan Izala, die sie als Wahhabiten bezeichneten, dass sie mit ihren Aktionen nur Unruhe unter den Muslimen stifteten, und empfahlen, dass sie sich lieber um die Christen kümmern sollten. Außerdem behaupteten sie, dass viele der führenden Vertreter der Yan Izala eine westliche Erziehung erhalten hatten und auf diese Weise ihren Glauben verloren hätten. Damit seien sie selbst in eine neue Dschāhilīya eingetreten.
Die Maitatsine-Unruhen, die im Dezember 1980 in Kano ausbrachen und sich dann nach Maiduguri und Kaduna (1982), Yola (1984) und Gombe (1985) ausbreiteten, gaben den Anführern der Sufi-Bruderschaften Gelegenheit für neue Angriffe auf intellektueller Ebene, indem sie nämlich das Aufkommen dieser Sekte mit den Yan Izala in Verbindung brachten. Hierbei argumentierten sie auch damit, dass die einseitige Betonung des Korans die Identität der Yan Tatsine und der Yan Izala beweise. Um nicht mit den Aufständischen in einen Topf geworfen zu werden, revidierten die Yan Izala in dieser Zeit ihren Koranismus. Auch verzichtete sie zeitweise auf Angriffe gegen die sufischen Bruderschaften. Dies veranlasste viele der radikalen jugendlichen Anhänger, die Yan Izala zu verlassen und sich der Muslim Students’ Society anzuschließen, die in ihren Augen konsequenter war. Die Izala-Bewegung verlor dadurch nach 1981 ihren expansiven Schwung.
Scheich Ibrahim Salih, ein Gelehrter der Tidschānīya aus Maiduguri, schrieb Anfang der 1980er Jahre das Werk at-Takfīr aḫṭar bidʿa tuhaddid as-salām („Der Takfīr ist die gefährlichste Bidʿa, die den Frieden bedroht“), in der er die auf Takfīr gestützte Strategie der Yan Izala verurteilte und argumentierte, dass sich derartige Bezichtigungen grundsätzlich gegen denjenigen wendeten, der sie äußere, weil er durch sie selbst zum Kāfir werde. Mit diesem Buch löste Ibrahim Salih heftige Reaktionen von Seiten der Yan Izala aus, woraufhin er 1986 ein zweites Buch veröffentlichte, in dem er seine Argumentation ausbaute und verteidigte. Dieses Buch hatte den Titel al-Muġīr ʿalā šubuhāt ahl al-ahwā wa-akāḏīb al-munkir ʿalā Kitāb at-Takfīr („Der Angreifer auf die Irrtümer derjenigen, die ihren Launen folgen, und auf die Lügen dessen, der das Buch at-Takfīr in Frage stellt“). Ibrahim Salih kritisierte darin auch, dass die Yan Izala die Moscheen verlassen hatten, um eigene Moscheen zu errichten. Die Kritik der Yan Izala gegen die Ǧawāhir al-maʿānī versuchte er dadurch zu entkräften, dass er die in Nigeria benutzten Versionen des Werks, auf die sich diese Kritik bezog, für gefälscht erklärte. Tatsächlich gelang es ihm mit dieser Argumentation, eine Strategie zu entwickeln, die von den Yan Izala nicht widerlegt werden konnte.
Darüber hinaus wurde die Auseinandersetzung mit den Yan Izala auch gewaltsam ausgetragen. Schon 1978 gründeten die beiden Gelehrten Jabata und an-Nufawi in Ilorin für den Kampf gegen die Yan Izala die gemeinsame Organisation Dschamāʿat as-Sūfīya („Gemeinschaft der Sufis“). In Kano wurde eine lokale Kampforganisation der beiden Bruderschaften mit dem Namen Dschund Allāh gegründet, die zum „totalen Krieg“ gegen die Yan Izala aufrief. In der Auseinandersetzung mit den Yan Izala profilierte sich außerdem die Bewegung der Fityān al-Islām („Junge Männer des Islam“), die ab 1978 unter Führung von Dahiru Bauchi zu einer gemeinsamen Kampforganisation von Tidschānīya und Qādirīya ausgebaut wurde. Auf ihr Konto gingen bis Ende der 1980er Jahre die meisten Zusammenstöße mit den Yan Izala. Die Fityān al-Islām hatten ihre Basis in Kano und gründeten Zweigstellen im ganzen Land, konzentrierten sich aber auf den Norden und die Regionen, in denen sich die Izala-Bewegung besonders bemerkbar machte: Kaduna, Zaria und Plateau. Wie die Yan Izala wandten die Fityān-al-Islām viel Mühe für den Bau von Moscheen und Schulen und die Ausbildung von Predigern auf. Im Juni 1989 griffen Mitglieder der Qādirīya in Kano Izala-Prediger an.

### Verhältnis zum Staat
Die Yan Izala stellen die Existenz des Staates Nigeria nicht in Frage und bekennen sich zur Nigerianischen Verfassung von 1979, wobei sie besonders auf Artikel 25 Wert legen, der für den Staat religiöse Neutralität vorsieht. Das Verhältnis zu den staatlichen Akteuren war in der Anfangszeit vor allem durch den Konflikt zwischen den Yan Izala und den Sufi-Bruderschaften geprägt, der mit gegenseitigen Takfīr-Erklärungen einherging. Da dieser Konflikt immer schlimmere Formen annahm, bemühten sich muslimische Politiker und die Militärregierung von Olusegun Obasanjo um Vermittlung. Nach zwei Treffen in Sokoto und Lagos wurde am 5. Februar 1979 eine Vereinbarung mit zwölf Punkten ausgehandelt. Diese Vereinbarung, die auch als Sokoto Accord bekannt ist, sah unter anderem vor, dass die Gelehrten der beiden Seiten ab sofort von gegenseitigen Beschuldigungen absehen sollten. Jeder, der einen anderen des Unglaubens bezichtigte, sollte selbst als Ungläubiger gelten (Punkt 5). Infolge des Abkommens ging die Anzahl der Zusammenstöße zwischen Yan Izala und den Sufi-Bruderschaften 1979 zurück, doch brach der Konflikt nach den Wahlen von Ende 1979 erneut aus. Grund dafür war auch, dass Izala und die Bruderschaften die einzelnen Punkte des Abkommens sehr unterschiedlich auslegten.
Sowohl Shehu Shagari (1979–1983) als auch General Muhammadu Buhari (1984–1985) kamen aus Familien mit Sufi-Verbindungen und standen von daher der Izala-Bewegung ablehnend gegenüber. Open-Air-Predigt-Veranstaltungen, wie sie die Izala besonders pflegte, wurden unter Shagari verboten. Nachdem Abubakar Gumi bei Buhari in Ungnade gefallen war, erlebten die Yan Izala eine Welle staatlicher Repression. Der Geheimdienst ging offen gegen die Organisation vor, zahlreiche einflussreiche Sponsoren kamen ins Gefängnis. Erst nach dem Sturz von General Buhari durch Ibrahim Babangida im August 1985 verbesserten sich die Rahmenbedingungen für die Yan Izala wieder. Ismaila Idris rechnete jetzt mit den Regimen von Shagari und Buhari ab, indem er in öffentlichen Predigten gegen sie polemisierte.
JIBWIS wurde nun auch trotz Massenprotesten erstmals von staatlicher Seite offiziell anerkannt, durch Registrierung beim Innenministerium am 12. Dezember 1985. Für die Beziehung der Yan Izala zum Staat war Abubakar Gumi sehr wichtig. Mit Ausnahme der Regierungszeit Buharis unterhielt er direkte und persönliche Beziehungen zu den Staatsoberhäuptern des Landes und zu anderen führenden Mitgliedern der jeweiligen Regierungen und konnte deshalb in manchen schwierigen Situationen zugunsten der Yan Izala eingreifen.
Als 1987 zum ersten Mal freie Wahlen in Nigeria stattfanden, war das muslimische Lager durch den Konflikt zwischen den Sufi-Bruderschaften und den Yan Izala geschwächt, da beide Seiten dazu aufriefen, keine Kandidaten der Gegenseite zu wählen, sondern lieber auf christliche Kandidaten auszuweichen. Dadurch schnitten die muslimischen Kandidaten bei den Wahlen besonders schlecht ab. Die muslimischen Politiker des Nordens drängten deswegen die Sufi-Bruderschaften und Yan Izala, ihren Konflikt zu überwinden.
In der jüngeren Zeit versucht die Izala-Bewegung, sich zunehmend als „Beschützerin“ des Islams und der Muslime gegenüber dem nigerianischen Staat zu profilieren. So hat sie zum Beispiel im Bundesstaat Plateau erwirkt, dass die Arbeitszeiten im öffentlichen Dienst und in den Schulen an Freitagen so geändert werden, dass Muslime am Freitagsgebet teilnehmen können. Und als 2007 neue Naira-Banknoten ohne arabische Schrift ausgegeben wurden, sandten Vertreter der Izala-Fraktion von Jos einen offenen Brief an Staatspräsident Olusegun Obasanjo, in dem sie diesen Schritt als Verletzung der Rechte der Muslime verurteilten. Als in den nördlichen Bundesstaaten Nigerias die Scharia eingeführt wurde, ermahnten die Yan Izala die dortigen staatlichen Autoritäten dazu, ihre strafrechtlichen Vorschriften auch wirklich in vollem Umfang anzuwenden.

## Die Bewegung in Niger

### Die Anfänge in Maradi
Die Anfänge der Izala-Bewegung in Niger gehen auf das Jahr 1982 zurück, als der Geschäftsmann Malam Chaïbou Ladan, ein Schüler von Abubakar Gumi, in Maradi Predigten hielt. Bis 1993 wuchs die Izala-Gemeinde von Maradi auf ungefähr 4.000 Personen an. Die Zugehörigkeit zur Izala-Bewegung wurde zu einem Identitätsmarker junger, wohlhabender alhazai-Händler. Sie kritisierten die Marabouts für ihre okkulten Praktiken, ihre „Quacksalberei“ und ihren Handel mit Amuletten und Zaubersprüchen als heidnische Praktiken. Wie in Nigeria war die Entstehung der Bewegung auch eine Art Rebellion gegen die existierenden sufischen Autoritäten von Qādirīya und Tidschānīya. Emmanuel Grégoire vergleicht in dieser Hinsicht die Izala-Ideologie mit der Herausforderung der Autoritäten der Katholischen Kirche durch den Protestantismus im Christentum.
Die Izalisten errichteten in Maradi eigene Madrasa-Schulen für eine moderne Bildung in arabischer Sprache. Die erste Schule dieser Art wurde 1987 von drei Schülern Malam Chaïbous, den Geschäftsleuten Elhaji Almou, Elhaji Issoufou und Elhaji Attaher, gegründet. Bis 1993 entstanden allein in Maradi sieben Izala-Schulen.

### Verbreitung in andere Gebiete Nigers
Nach dem Tod von General Seyni Kountché im November 1987 Jahr fasste die Izala-Bewegung auch in anderen Regionen Nigers stärker Fuß, sie verbreitete sich nach Zinder, Agadez und Tahoua, und in Niamey entstand ein zweites Zentrum. Allerdings operierte die Bewegung nur informell.
Die Yan Izala sind in Niger keine völlig homogene Gruppe. Während die ersten Förderer der Bewegung zum großen Teil Geschäftsleute waren, kamen später Absolventen saudischer Universitäten hinzu, die dort einen Abschluss in islamischer Theologie oder islamischem Recht erworben hatten. Innerhalb der Yan Izala gibt es Differenzen zwischen solchen, die eine französische Erziehung erhalten haben, und denjenigen, deren Bildungshintergrund arabischsprachig ist. Während Erstere zum Beispiel Empfängnisverhütung und das Recht von Frauen, außerhalb des Hauses zu arbeiten, befürworten, bestehen Letztere darauf, dass Frauen häuslicher Arbeit nachgehen, und betrachten Empfängnisverhütung als Affront gegenüber Gott.

### Wa'azin Kasa
Eine der wichtigsten Veranstaltungsformen der Izala in Niger ist das Wa'azin Kasa (Nationale Predigt), das an wechselnden Orten ausgerichtet wird und an dem Tausende von Menschen teilnehmen. Die erste Veranstaltung dieser Art hat 1992 in Niamey stattgefunden. In den folgenden Jahren stieg die Anzahl der Teilnehmer der Veranstaltung immer weiter an. Im Jahre 1996 füllten die Teilnehmer das General-Seyni-Kountché-Stadion aus, das über ca. 35.000 Sitzplätze verfügt. Die Organisatoren der Izala-Bewegung betrachten das Wa'azin Kasa als eine Art „Universität“, in der die Gläubigen „das Licht des Wissens erhalte und ihr Verhalten ändern“ können, als „Treffpunkt der Ideen“ sowie als Ort für Begegnungen und „islamische Solidarität“. Die Veranstaltungen, bei denen auch Spendengelder für den Bau von Moscheen und Madrasa gesammelt werden, werden vor allem von 30- bis 40-jährigen Händlern besucht, sind aber grundsätzlich offen für alle – Männer, Frauen, Kinder usw. In den letzten Jahren haben auch zunehmend Muslime aus anderen afrikanischen Ländern (Nigeria, Benin, Togo, Ghana und Côte d’Ivoire) daran teilgenommen. Neben dieser nationalen Predigtveranstaltung gibt es derartige Veranstaltungen auch auf regionaler und lokaler Ebene. Zu den wichtigsten Themen der Predigten gehören der Tauhīd und der Kampf gegen die unzulässigen Neuerungen.

### Die Gründung von ADINI Islam
Mit der Gründung und offiziellen Zulassung der Vereinigung ADINI Islam (Association pour la Diffusion de l’Islam au Niger) unter Leitung von Cheick Ahmed Yahya im Januar 1993 erhielt die Izala-Bewegung in Niger erstmals einen formalen Rahmen. Malam Chaïbou sorgte dafür, dass alle Izalisten der Organisation beitreten. In Artikel 2 ihrer Statuten definierte sich ADINI Islam als eine apolitische Organisation, die darauf ausgerichtet ist, die nigrischen Muslime für eine weite Verbreitung und Redynamisierung des islamischen Glaubens zu mobilisieren, „um die volle Entfaltung der Botschaft ALLAHs zu sichern“.
Die Organisation wurde vor allem auf dem Feld des Unterrichtswesens aktiv und baute mit finanzieller Unterstützung izalistischer Geschäftsleute ein Netz von islamischen Madrasa-Schulen auf, in denen Kindern und Erwachsenen beiderlei Geschlechts religiöses Wissen (Koran, Hadith, islamisches Recht) vermittelt wurde. Auch das Erlernen der arabischen Sprache als Schlüssel zum Verständnis der religiösen Texte wird als sehr wichtig erachtet. Anders als in den traditionellen Koran-Schulen Nigers, in denen die Kinder üblicherweise zum Betteln geschickt werden oder arbeiten, um die Schule finanziell zu unterhalten, lehnen die Yan Izala das Betteln ab und verpflichten die Eltern zur Zahlung von Schulgebühren.

### Gesellschaftliche Auseinandersetzungen in den 1990er Jahren
In den frühen 1990er Jahren waren die Yan Izala in Niger in gewaltsame Auseinandersetzungen mit den Sufi-Orden verwickelt, insbesondere mit der Tidschānīya. Diese gingen so weit, dass die politischen Autoritäten sich zeitweise vor die Notwendigkeit gestellt sahen, zu intervenieren und zu vermitteln, um die Gemüter wieder zu beruhigen.
Im Laufe der 1990er Jahre entstand eine breite Bewegung von Izala-Gegnern, die nicht mehr nur auf die Sufi-Orden beschränkt war. Die Gegner der Izala-Bewegung werden in Niger dennoch Yan Darika („Tarīqa-Leute“) genannt, auch wenn sie keinem sufischen Orden angehören.
Um die Mitte der 1990er Jahre entstand in Niger viel Aufruhr um die Izala-Bewegung, weil ihre Aktivisten immer rigoroser für die Anwendung der Scharia eintraten. In Dogondoutchi wurden Mädchen, die nicht die von der Bewegung propagierten Kleidungsvorschriften einhielten oder sangen, von Yan Izala physisch angegriffen. Ein anderer Punkt, mit dem sich die Yan Izala in dieser Zeit viele Feinde machten, war ihr Kampf gegen lokale Praktiken im Zusammenhang mit Zwillingsgeburten. Die Gegner der Yan Izala verbreiteten daraufhin viele Gerüchte über sie, unter anderem, dass die Izala bei Zwillingsgeburten die Erstgeborenen töten würden. Die Yan Izala wurden auch als eine Bedrohung für die traditionelle gesellschaftliche Ordnung betrachtet, weil sie die traditionellen religiösen Autoritäten nicht anerkannten und die Tischgemeinschaft mit ihren Eltern und Verwandten aufkündigten, wenn diese sich nicht ebenfalls der Izala-Lehre anschlossen.
Einer der wichtigsten Gegner der Izala-Bewegung in Niger war der Prediger Mahamane Awal, der respektvoll Malam Awal („Meister Awal“) genannt wird. Er war aufgrund seiner großen rhetorischen Fähigkeiten und seiner charismatischen Persönlichkeit in den 1990er Jahren ein gefragter Gastredner bei den Eliten Nigers, die der Izala-Bewegung kritisch gegenüberstanden. Er warf den Yan Izala vor, den Koran für unehrliche und egoistische Zwecke zu missbrauchen, und bot den lokalen Muslimen einen Mittelweg zwischen der rigiden Intoleranz der Yan Izala und den drückenden finanziellen Ansprüchen traditioneller muslimischer Geistlicher. Als Antwort auf die Bemühungen der Yan Izala, Frauen eine moralische Erziehung zu geben, stellte er ebenfalls die islamische Moralität von Frauen ins Zentrum seiner Predigt.

### Verbot von ADINI Islam und Gründung von Nachfolgeorganisationen
Im November 2000 verbot die Regierung ADINI Islam wegen Verwicklung in Proteste gegen das Festival International de la Mode en Afrique. Daraufhin spaltete sich von ihr eine Gruppe von jungen Muslimen ab und gründete den Verein Al Islam Kitab wa Sunna („Der Islam besteht aus dem Buch [= Koran] und der Sunna“) unter Leitung von Sulayman Isa Umar. Diejenigen, die Cheick Yahya treu blieben, gründeten wenig später die neue Vereinigung Ihyau Sunna. Sie nahm ihren Sitz in dem Viertel Boukoki in Niamey. Ihyau Sunna hat in dem Viertel auch eine eigene Freitagsmoschee, in der regelmäßig Predigten gehalten werden. Der Verein Al Islam Kitab wa Sunna, der 2002 von der Regierung offiziell anerkannt wurde, hat sein Zentrum (Markaz) in dem Viertel Soni. Dieses besitzt eine eigene Bibliothek und wird insbesondere an Donnerstagabenden viel aufgesucht, wenn dort die wichtigste Predigt gehalten wird.
Die Regierung von Mamadou Tandja (1999–2010) ist infolge ihrer Partnerschaft mit den USA beim Krieg gegen den Terror in ihren letzten Jahren härter gegen die Izala-Bewegung vorgegangen.

## Mitgliedschaft und Erkennungszeichen
Die Zugehörigkeit zu Izala als einer Bewegung oder religiösen Organisation erfordert in Nigeria keine Initiation, kein Ritual, kein Aufnahmeformular oder irgendwelche Mitgliedschaftsgebühren. Dasselbe stellt auch Masquelier für Niger fest. Die Zugehörigkeit zur Izala-Bewegung wird hier nur durch das Beten in den betreffenden Moscheen und die Übernahme der sichtbaren Zeichen der Izala-Identität bekundet. Dazu gehören ein Bart, Turban und eine schlichte Jaba (knielanges Hemd mit langen Ärmeln, das über einer Hose getragen wird). In Niger wurden die Izala wegen ihrer langen, spitzen Bärte auch als masu geme („die mit den Bärten“) verspottet. In Nigeria tragen männliche Izala-Mitglieder zum Teil traditionelle Kleidung, zum Teil aber auch westliche Kleidung mit Hosen, Hemden usw.
Weibliche Izala-Mitglieder halten sich in Nigeria im Vergleich zu Nicht-Izala-Frauen, die außerhalb des Hauses ihr Haar nur mit einer Art Schal verbergen, an schärfere Verhüllungsvorschriften, indem sie Kopf, Nacken und Ohren bedecken. In Niger trugen Izala-Frauen ab Anfang der 1990er Jahre den hijabi, einen Mantel, der ihren Körper vom Kopf bis zu den Fußknöcheln bedeckt. Er galt als Zeichen ihrer Zugehörigkeit zur Izala-Bewegung. Izala-Prediger ermahnten die Eltern, ihre Töchter bereits mit vier oder fünf Jahren den hijabi tragen zu lassen. Die weibliche Verhüllungspflicht wurde in den 1990er Jahren als einer der Hauptunterschiede zwischen Yan Izala und Yan Darika wahrgenommen, allerdings hat sich der exklusive Charakter des hijabi in den Jahren danach abgeschwächt, weil ihn zunehmend auch Nicht-Izala-Frauen als Zeichen der Frömmigkeit tragen. Der hijabi ist somit nicht länger das bestimmende Element weiblicher Izala-Identität.